# Jefferson Pérez
Jefferson Leonardo Pérez Quezada (* 1. Juli 1974 in Cuenca) ist ein ehemaliger ecuadorianischer Geher. Er ist Olympiasieger und dreifacher Weltmeister.
Bei den Olympischen Spielen 1996 in Atlanta errang er im 20-km-Gehen die Goldmedaille vor Ilja Markow (RUS) und Bernardo Segura (MEX). Er war damit der erste olympische Medaillengewinner in der Geschichte Ecuadors überhaupt. Daraufhin legte der umjubelte Nationalheld die 459 km von Quito nach Cuenca zu Fuß zurück. Bei den Olympischen Spielen 2000 und 2004 belegte er jeweils den vierten Platz über 20 km. Bei den Olympischen Spielen 2008 in Peking wurde er Zweiter über 20 km und gewann damit die Silbermedaille. Bei den Spielen 2004 trat er auch über 50 km an und wurde Zwölfter.
Pérez gewann bei den Weltmeisterschaften 1999 in Sevilla die Silbermedaille im 20-km-Gehen, hinter Ilja Markow und vor Daniel García (MEX). Bei den Weltmeisterschaften 2003 in Paris/Saint-Denis gewann er die Goldmedaille. Diesen Erfolg wiederholte er bei den Weltmeisterschaften 2005 in Helsinki sowie zwei Jahre später bei den Weltmeisterschaften 2007 in Osaka.
Außerdem war er Dritter bei den Jugendweltmeisterschaften 1990 und Jugendweltmeister 1992, jeweils über die 10.000-Meter-Distanz. Er gewann über 20 km den Weltcup 1997 und 2004. Beim World Cup 2006 in A Coruña belegte er den zweiten Platz. Er gewann darüber hinaus zahlreiche Landesmeistertitel und Wettbewerbe bei Bolivarianischen und Panamerikanischen Spielen sowie süd- und iberoamerikanischen Meisterschaften.
Jefferson Pérez hat bei einer Größe von 1,67 m ein Wettkampfgewicht von 60 kg.
Bei einer Wahl zum Besten Ecuadorianer des TV-Senders Ecuavisa (nach Art des TV-Formats Unsere Besten) belegte Pérez im November 2005 den zweiten Platz hinter Eloy Alfaro.
Im November 2009 erschien die wahre Geschichte der Kindheit des Olympiasiegers als Buch unter dem Titel Nardo y los zapatitos de oro (als deutsche Ausgabe erschienen im November 2011 unter dem Titel Nardo und die goldenen Schuhe im Verlag Amiguitos – Sprachen für Kinder) –, aufgeschrieben von der Journalistin Sandra López, die mit einem Teil der Einnahmen die Jefferson Pérez Stiftung unterstützt. Bisher sind in Ecuador allein mehrere zehntausend Bücher verkauft worden.

## Persönliche Bestzeiten
- 5000 m Gehen: 18:46,08 min, 5. Mai 2007, Xalapa
- 10.000 m Gehen: 39:50,73 min, 15. Juli 1993, Winnipeg
- 10 km Gehen: 38:24 min, 8. Juni 2002, Krakau
- 20.000 m Gehen: 1:20:54,9 h, 5. Juli 2008, Cali
- 20 km Gehen: 1:17:21 h, 23. August 2003, Paris
- 50 km Gehen: 3:53:04 h, 27. August 2004, Athen
- 1 Stunde Gehen: - 14.510 m, 6. Mai 2000, Bergen

Siehe auch: Liste der ecuadorianischen Leichtathletikrekorde